# Armentières-sur-Avre
Armentières-sur-Avre ist eine französische Gemeinde mit 161 Einwohnern (Stand: 1. Januar 2022) im Département Eure in der Region Normandie (vor 2016 Haute-Normandie); sie gehört zum Arrondissement Bernay (bis 2017 Évreux) und zum Kanton Verneuil d’Avre et d’Iton. Die Einwohner werden Armentiérois genannt.

## Geographie
Armentières-sur-Avre liegt etwa 55 Kilometer südwestlich von Évreux. Umgeben wird Armentières-sur-Avre von den Nachbargemeinden 
- Saint-Christophe-sur-Avre im Norden,
- Saint-Victor-sur-Avre im Osten und Nordosten,
- Rohaire im Südosten,
- Charencey mit dem gleichnamigen Hauptort im Süden und Saint-Maurice-lès-Charencey im Südwesten,
- Beaulieu und Chennebrun im Westen und Südwesten.

## Bevölkerungsentwicklung
| Jahr                      | 1962 | 1968 | 1975 | 1982 | 1990 | 1999 | 2006 | 2013 |
| Einwohner                 | 166  | 163  | 178  | 132  | 142  | 163  | 173  | 179  |
| Quelle: Cassini und INSEE |      |      |      |      |      |      |      |      |

## Sehenswürdigkeiten
- Kirche Saint-Martin aus dem 11. Jahrhundert, Umbauten aus dem 15. Jahrhundert

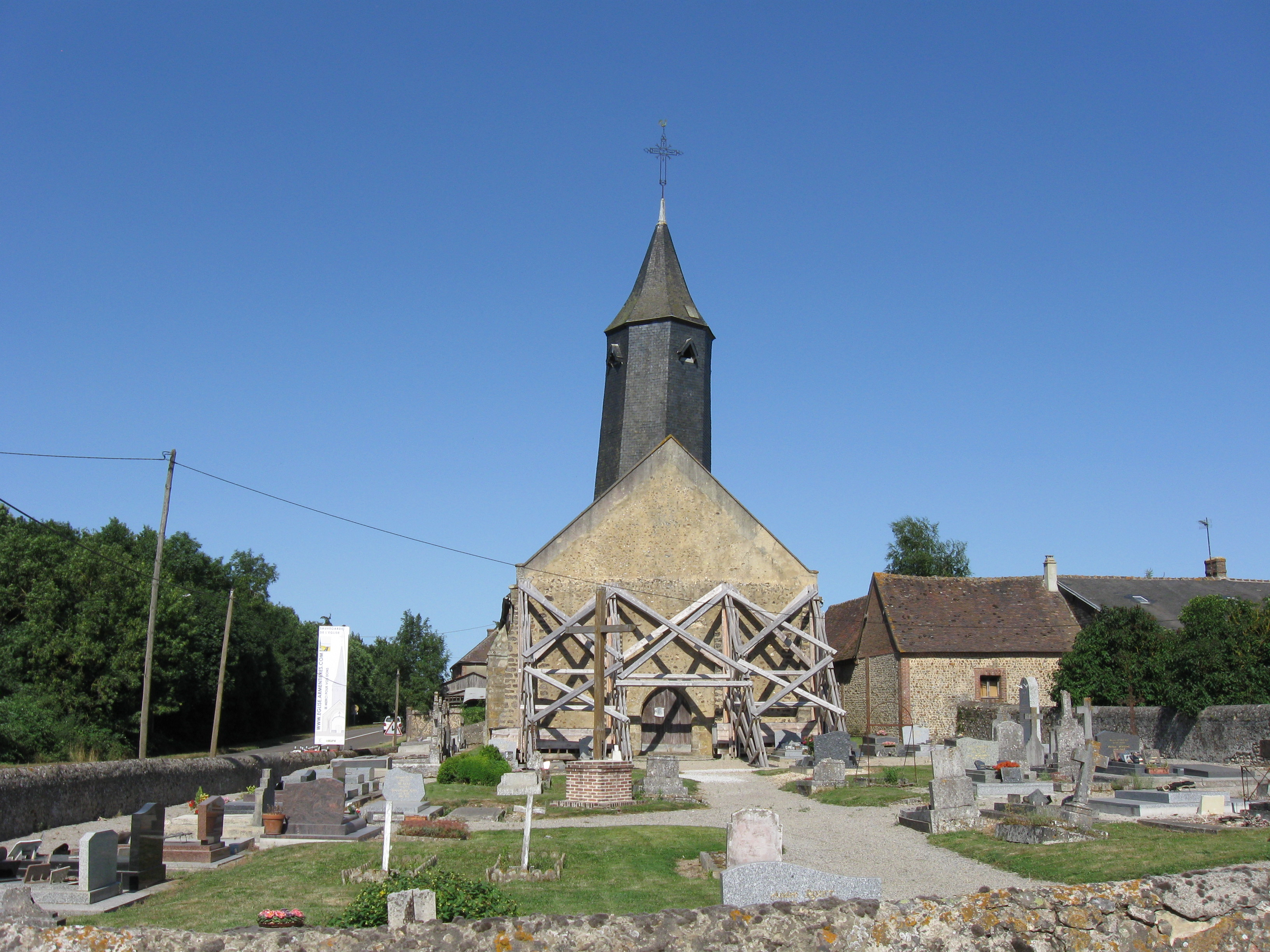
Kirche Saint-Martin